# Юго-западный университет Цзяотун
Юго-западный университет Цзяотун (кит. упр. 西南交通大学, пиньинь Xīnán Jiāotōng Dàxué) — университет в Чэнду, провинции Сычуань. Входит в проект 211. Университет Министерства образования КНР.
В 1896 году, был основан в городе Шаньхайгуань, в провинции Хубей, как Китайский императорский железнодорожный колледж. Это один из старейших технических университетов Китая. В 1905 году переехал в Таншань и переименован в Таншаньский университет Цзяотун. С 1952 по 1972 носил название Таншаньский железнодорожный институт. В 1972 году перенесен в Эмей провинции Сычуань и получил современное название Юго-западный университет Цзяотун. В 1989 году переехал в Чэнду. В 2001 году было начато строительство нового кампуса площадью более 3000 му (более 200 га). В настоящий момент Юго-западный университет Цзяотун имеет три кампуса: два в Чэнду и один в 140 км на юго-запад от города в Эмей у подножия гор Эмэйшань.
Юго-западный университет Цзяотун имеет 18 факультетов, 3 департамента и 2 подразделения с общим количеством студентов более 38 тысяч и свыше 3900 преподавателей, включая более 1000 профессоров. В настоящий момент в университете 45 кандидатских, 95 магистерских и 61 бакалаврских учебных программ. Плюс к этому 7 научных центров и 3 национальных центра повышения квалификации.
Входит в Top Industrial Managers for Europe (T.I.M.E.) — сеть технических университетов по подготовке высококлассных специалистов.